# Ormosia subducalis
Ormosia subducalis là một loài ruồi trong họ Limoniidae. Chúng phân bố ở miền Cổ bắc.